# Saouaf
Saouaf (àrab: صواف, Ṣawāf) és una localitat de Tunísia a la governació de Zaghouan, a la part sud de la governació, situada uns 26 km en línia recta al sud de la ciutat de Zaghouan, però més lluny per carretera. La ciutat té uns 4.000 habitants i és capçalera d'una delegació amb només 12.020 habitants. Al límit nord de la delegació comença el Djebel Zaghouan.

## Economia
L'economia de la comarca és eminentment agrícola amb intensa explotació de les oliveres. És l'única delegació de la governació on el govern no hi ha establert una zona industrial.

## Administració
Com a delegació o mutamadiyya, duu el codi geogràfic 16 56 (ISO 3166-2:TN-12) i està dividida en cinc sectors o imades:
- Saouef Est (16 56 51)
- Saouef Ouest (16 56 52)
- El Hamira (16 56 53)
- Deghafia Est (16 56 54)
- Deghafia Ouest (16 56 55)

Al mateix temps, des de l'11 de setembre de 2015 forma una municipalitat o baladiyya (codi geogràfic 16 17), constituïda pel decret governamental núm. 2015-1274.